# Jürgen Schölmerich
Jürgen Schölmerich (* 11. September 1948 in Marburg) ist ein deutscher Internist und Hochschullehrer.

## Leben
Nach dem Besuch von Volksschule und Gymnasium in Marburg machte Schölmerich 1967 in Mainz Abitur. Anschließend begann er ein Studium der Mathematik und der Medizin an der Ruprecht-Karls-Universität Heidelberg. Im Mathematik-Studium brachte er es bis zum Vordiplom (1970). Ab 1971 studierte Schölmerich an der Albert-Ludwigs-Universität Freiburg Medizin, 1973 legte er das medizinische Staatsexamen ab und promovierte mit einer Arbeit zur Gluconeogenese und Harnstoffsynthese der Leber bei Urämie, dargestellt an der isoliert perfundierten Rattenleber. 1975 wurde Schölmerich als Arzt approbiert. Von 1975 bis 1977 leistete er seinen Wehrdienst am Institut für experimentelle Pathologie der Bundeswehr in Mainz. Ab 1978 war Schölmerich Assistenzarzt und wissenschaftlicher Mitarbeiter an der Medizinischen Universitätsklinik Freiburg, unterbrochen von Forschungsaufenthalten an der University of California, San Diego 1982/1983 und 1985/1986.
1984 habilitierte sich Schölmerich für das Fach Innere Medizin mit der Arbeit Biolumineszenztests für Gallensäuren und weitere Steroide – Entwicklung und Anwendungsmöglichkeiten. 1987 wurde er Universitätsprofessor und Oberarzt der Medizinischen Universitätsklinik Freiburg. Seit 1991 war Schölmerich Ordinarius für Innere Medizin an der Universität Regensburg, unterbrochen von einer Gastprofessur 1995/1996 an der University of California, San Diego. 2010 übernahm er die Funktion eines hauptamtlichen Ärztlichen Direktors am Universitätsklinikum Frankfurt am Main.
Von 1996 bis 2000 war Schölmerich stellvertretender Vorsitzender des Stadtverbandes der SPD Regensburg.
Schölmerich ist Mitherausgeber zahlreicher medizinischer Fachzeitschriften. Von 2005 bis 2012 war er Vizepräsident der Deutschen Forschungsgemeinschaft. 2009/2010 war Schölmerich Vorsitzender der Deutschen Gesellschaft für Innere Medizin (DGIM), die ihm 2015 die Ehrenmitgliedschaft verlieh. 2009 wurde Jürgen Schölmerich mit dem Bundesverdienstkreuz am Bande ausgezeichnet. Im selben Jahr wurde er zum Mitglied der Leopoldina (Matrikel-Nr. 7255) gewählt. Für 2023 wurde ihm die Leopold-Lichtwitz-Medaille der DGIM zugesprochen.